# Canton de Saint-Just-en-Chevalet
Le canton de Saint-Just-en-Chevalet est une ancienne division administrative française située dans le département de la Loire et la région Rhône-Alpes.

## Géographie
Ce canton était organisé autour de Saint-Just-en-Chevalet dans l'arrondissement de Roanne. Son altitude varie de 456 m (Cremeaux) à 1 287 m (Saint-Priest-la-Prugne) pour une altitude moyenne de 702 m.

## Histoire
Depuis le nouveau découpage territorial de la Loire par décret du 26 février 2014, les communes de ce canton ont rejoint le canton de Renaison.

## Représentation

### Conseillers d'arrondissement (de 1833 à 1940)
| Période                                  | Période      | Identité                       | Étiquette  | Qualité |
| ---------------------------------------- | ------------ | ------------------------------ | ---------- | --- |
| 1833                                     | 1835         | Louis Guillien                 |            | Ancien sous-intendant militaire, propriétaire à Saint-Just-en-Chevalet                                      |
| 1836                                     | 1839         | Jean Baptiste Guyonnet         |            | Maire de Cherier                                                                                            |
|                                          |              |                                |            | |
|                                          | 1861         | Pierre Poyet (1795-1869)       |            | Notaire, maire de Cremeaux                                                                                  |
| 1861                                     |              | Jean Baptiste Poyet            |            | Propriétaire, adjoint au maire de Saint-Just-en-Bas                                                         |
|                                          |              |                                |            | |
|                                          | 1888 (décès) | Camille Bernou de Rochetaillée |            | Propriétaire                                                                                                |
|                                          |              |                                |            | |
|                                          | 1896 (décès) | Alexis Charbonnier             |            | Avocat à la Cour d'Appel, maire de Saint-Just-en-Chevalet                                                   |
|                                          |              |                                |            | |
|                                          | 1928         | Georges Mivière (1859-1935)    | Rad.       | Agriculteur Maire de Cherier                                                                                |
| 1928                                     | 1940         | Henri Châtelut                 | Droite PSF | Maire de Saint-Romain-d'Urfé puis Premier adjoint au maire de Saint-Just-en-Chevalet                        |
| 1940                                     |              |                                |            | Les conseils d'arrondissement ont été suspendus par la loi du 12 octobre 1940 et n'ont jamais été réactivés |
| Les données manquantes sont à compléter. |              |                                |            | |

### Conseillers généraux de 1833 à 2015
| Période | Période      | Identité                              | Étiquette                | Qualité |
| ------- | ------------ | ------------------------------------- | ------------------------ | --- |
| 1833    | 1835 (décès) | Baron Louis-Amable Desaix (1773-1835) |                          | Officier d'infanterie, propriétaire à Saint-Just-en-Chevalet                                                                                               |
| 1835    | 1845         | Louis Guillien (1768-1848)            |                          | Propriétaire à Saint-Just-en-Chevalet, sous-intendant militaire en retraite, conseiller d'arrondissement                                                   |
| 1848    | 1852         | Paul Guillien (fils du précédent)     |                          | Propriétaire, officier des administrations comptables des subsistances à Clermont                                                                          |
| 1852    | 1880         | Francisque-Joseph Ramey de Sugny      | Conservateur légitimiste | Propriétaire Député (1871-1876) Maire de Saint-Just-en-Chevalet                                                                                            |
| 1880    | 1887         | François Chambodut                    | Républicain              | Négociant, maire de Saint-Just-en-Chevalet |
| 1887    | 1904         | Francisque-Joseph Ramey de Sugny      | Conservateur             | Propriétaire Député (1871-1876) |
| 1904    | 1919         | Henri Charbonnier                     | Républicain              | Agent de change à Lyon Maire de Saint-Just-en-Chevalet |
| 1919    | 1928         | Antoine de Meaux (1875-1937)          |                          | Propriétaire à Saint-Just-en-Chevalet |
| 1928    | 1935 (décès) | Georges Mivière (1859-1935)           | Rad.                     | Agriculteur Maire de Cherier (1902-1925), conseiller d'arrondissement                                                                                      |
| 1935    | 1940         | Jean Taurines                         | Rad. ind.                | Fonctionnaire Député (1919-1924 et 1928-1932) Sénateur (1932-1940) Nommé membre de la Commission administrative départementale en 1941                     |
|         |              |                                       |                          | |
| 1945    | 1979         | Jean Labat (1916-1990)                | DVD-CNIP                 | Médecin Maire de Saint-Just-en-Chevalet |
| 1979    | 2011         | Philippe Macke                        | DVD puis RPR puis UMP    | Médecin Vice-Président du Conseil Général, conseiller régional conseiller municipal de Saint-Just-en-Chevalet Suppléant du député Yves Nicolin (1997-2007) |
| 2011    | 2015         | Huguette Burelier                     | UMP                      | Cadre Maire de Saint-Priest-la-Prugne |

## Composition
Le canton de Saint-Just-en-Chevalet regroupait 10 communes et comptait 4 683 habitants (recensement de 2009 sans doubles comptes).
| Communes               | Population (2012) | Code postal | Code Insee |
| ---------------------- | ----------------- | ----------- | ---------- |
| Champoly               | 276               | 42430       | 42047      |
| Cherier                | 449               | 42430       | 42061      |
| Cremeaux               | 932               | 42260       | 42076      |
| Juré                   | 243               | 42430       | 42116      |
| Saint-Just-en-Chevalet | 1 209             | 42430       | 42248      |
| Saint-Marcel-d'Urfé    | 299               | 42430       | 42255      |
| Saint-Priest-la-Prugne | 462               | 42830       | 42276      |
| Saint-Romain-d'Urfé    | 257               | 42430       | 42282      |
| La Tuilière            | 300               | 42830       | 42314      |
| Chausseterre           | 256               | 42430       | 42339      |

## Démographie
| 1962  | 1968  | 1975  | 1982  | 1990  | 1999  | 2009 |
| ----- | ----- | ----- | ----- | ----- | ----- | ---- |
| 6 522 | 6 981 | 6 195 | 5 577 | 5 071 | 4 673 | -    |